# اگوالانگا
اگوالانگا (به پرتغالی: Agualonga) یک سکونتگاه مسکونی در پرتغال است که در Paredes de Coura Municipality واقع شده‌است.

## خصوصیات
اگوالانگا ۲۸۴ نفر جمعیت دارد.